# 牧野権六郎

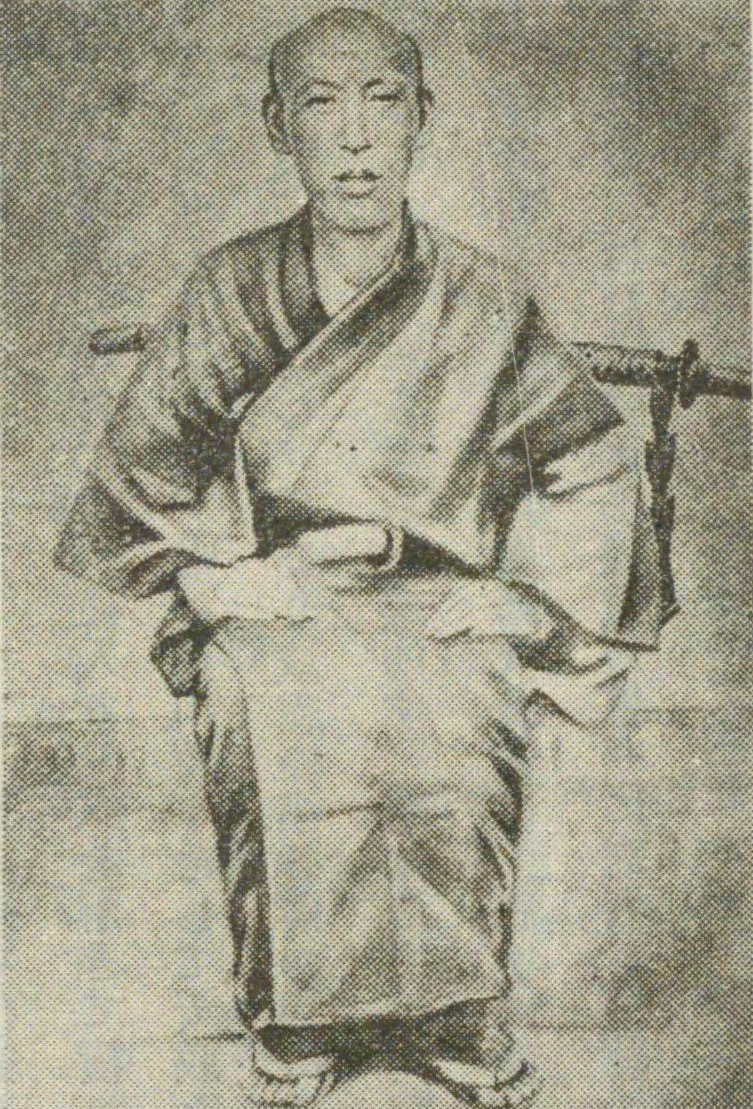
牧野権六郎

牧野 権六郎（まきの ごんろくろう、文政2年8月2日（1819年9月20日） - 明治2年6月28日（1869年8月5日））は、幕末の岡山藩士で、尊王攘夷の志士である。父は薄田長兵衛、母はサヨ、牧野家に養子に入る。幼名は孝三郎。諱は成憲。
遠祖は三河国の国人・牧野信成である。その孫の牧野宇右衛門が池田輝政に召しだされたことが、先祖の池田家仕官の由緒である。
嘉永6年（1853年）11月14日、幕府より黒船来航のため岡山藩に房総警備（北条（千葉県館山市北条）と竹ヶ岡（鏡ヶ浦・千葉県館山市八幡、安政5年（1858年）6月まで続いた）の命令が下ったので参謀長格で岡山から現地に赴いたが、房総の大津絵節（名所名物の唄）を作り兵士と共に毎日酒宴を開き騒いだり、総司令官の伊木長門も茶の湯遊びに耽っていたため、部下の香川英五郎が池田慶政に士風刷新（綱紀粛正）の建白書を提出する騒ぎにまでしている。
文久2年（1862年）8月、慶政に左大臣・一条忠香より密使を通じて「朝命を拝し国事周旋せよ」との依頼があり、同年10月も朝廷より「周旋報国の内勅」を受けたが、慶政は佐幕派と尊攘派の板挟みとなり、また病気も患っていたため動きが取れなかった。そのため、尊攘派であった権六郎は土倉左膳（家老）・土肥典膳（番頭）・伊東佐兵衛（側児小姓頭）・江見陽之進（弓組士）らとともに独自に国事周旋方として京都に上洛して活動を始めたが、忠香は岡山藩主と連携して薩摩藩・長州藩を抑えて朝廷での主導権をとる目論見があったが思うようにいかないため「慶政を隠居させるように」と激怒したという。
その後、池田政詮を名代に立てて京都で活動したが、藩主自らが先頭に立つ薩長相手に思うようにいかなかったので、慶政を隠居に追い込む画策をしたが、慶政の息子・鼎五郎（政実）は暗愚であるため、権六郎と江見は一条忠香に相談し、忠香は「水戸の九郎麿（池田茂政）にせい」といったので、上層部に九郎麿を養子にするようにと上申したという。
慶応元年（1865年）、森下立太郎を郡奉行（備中国）に推挙して、後に自身の腹心とした。同年、貝太鼓奉行（軍監）だった権六郎は池田茂政に藩の軍艦・武器購入のため花房虎太郎を長崎に派遣するよう進言した。その後、虎太郎は藩上層部に渡欧留学を上申したが許可されなかったので、権六郎は藩に内密で自ら金銭を都合して慶応3年（1867年）3月5日に長崎から渡欧させたという。
慶応2年（1866年）3月、岡山藩軍事御用掛となる。文久3年（1863年）2月8日に尊攘派に推されて藩主になった池田茂政であるが次第に迷走するようになり、実兄の徳川慶喜が将軍になると一切の朝幕間周旋の仕事から身を引いたため、国事周旋方（尊攘派）の新庄厚信・津田弘道・平井重道らが隠居を迫り万成峠（岡山市万成）から岡山城へ大砲の音を鳴らして威嚇する事件（備前勤皇党決起）があり、茂政より役目罷免・蟄居謹慎を命ぜられたが、権六郎が執りなして蟄居謹慎を解かせた。
慶応3年（1867年）10月初旬、京都で小松清廉・福岡孝弟・後藤象二郎・辻将曹・都筑荘蔵らと会合し、権六郎が「慶喜に将軍職を朝廷に奉還せしむるのみ」と発言して、大政奉還に意思統一させたという。10月13日、二条城で慶喜に謁見して、大政奉還を建言した。
翌年6月いったん隠居したが、同年7月に隠居再勤となって岡山藩軍事顧問を務め、明治2年（1869年）、同藩刑法主事上席・参政となる。同年に死去。享年51。
明治31年（1898年）、従四位を追贈された。